# AIG1
La proteína 1 inducida por andrógenos es una proteína que en humanos está codificada por el gen AIG1.